# Commanderie de Curry
Le cas de cette Commanderie de Curry est un peu particulière dans l'histoire des Hospitaliers de l'ordre de Saint-Jean de Jérusalem et du prieuré hospitalier de Saint-Jean de Latran.

## Origine
La donation a été enregistrée le 23 février 1627, elle a été faite par le seigneur Robert de Hennequin sans descendance et « dans le désir d'être admis et reçu en la sainte et généreuse compagnie des frères de L'Hospital de Saint-Jean-de-Jérusalem, pour y employer sa vie à l'honneur de Dieu et de l'accroissement et exaltation de son église, et pour y consacrer une partie des biens à lui par Dieu départis,. »
Il était exprimé dans les conditions le fait que cette seigneurie serait érigée en commanderie et que Hennequin s'en réservait la jouissance viagère et après sa mort pour Robert de Boufflers, son neveu, ensuite qui sera aussi reçu dans l'Ordre.
La donation fut acceptée par le chevalier de Sevigny, trésorier du commun trésor au grand prieuré de France fit marquer que la nouvelle commanderie, après Robert de Hennequin et son neveu, serait réunie à la commanderie de Saint-Jean de Latran sans que celle-ci puisse en être séparée et que le bailli de la Morée et ses successeurs porteraient le titre de bailli de la Morée et du Curry. De plus l'Ordre s'engage à faire dire après la mort de Hennequin deux obits solennels au jour du décès du donateur et le 24 février avec une messe tous les samedis en la chapelle Notre-Dame de Curry. Robert de Hennequin est inhumé en la chapelle du village.
La commanderie de Curry rapportait 4 800 livres en 1757 et 11 400 livres en 1783.

## Sources
- Eugène Mannier, Les commanderies du grand prieuré de France d'après les documents inédits conservés aux archives nationales à Paris, Paris, 1872 (lire en ligne)